# Jewgeni Konstantinowitsch Skljanin
Jewgeni Konstantinowitsch Skljanin (russisch Евгений Константинович Склянин, englische Transkription Evgeni oder Evgeny Sklyanin; * 24. Mai 1955) ist ein russischer Mathematiker und mathematischer Physiker, der sich mit klassischen und quantenmechanischen integrablen Systemen und Quantengruppen befasst.
Skljanin wurde am Steklow-Institut in Leningrad im Jahr 1980 promoviert. Er war am Steklow-Institut in Sankt Petersburg tätig und ist Professor an der University of York.
Er befasst sich mit Anwendungen von Quantengruppen auf klassische und quantenmechanische Integrabilität, algebraische Ursachen von Integrabilität dynamischer Systeme, integrable zweidimensionale Quantenfeldtheorien und exakt lösbare Systeme der statistischen Mechanik und die Methode der Separation der Variablen in klassischer Mechanik und Quantenmechanik.
Er ist seit 2008 Fellow der Royal Society. 1983 erhielt er den Preis der Leningrader Mathematischen Gesellschaft.

## Schriften
- mit Ludwig Faddejew, Leon Takhtajan The quantum inverse problem method, Theoretical and Mathematical Physics, Band 40, 1980, S. 688
- Some algebraic structures connected with the Yang-Baxter equation, Functional Analysis and its Applications, Band 16, 1982, S. 263–270
- Some algebraic structures connected with the Yang—Baxter equation. Representations of quantum algebras, Functional Analysis and its Applications, Band 17, 1983, S. 273–284
- mit Petr Kulish, N. Reshetikhin Yang-Baxter equation and representation theory, Teil 1, Letters in mathematical physics, Band 5, 1982, S. 393–403
- Quantum version of the method of inverse scattering problem, Journal of Mathematical Sciences, Band 19, 1982, S. 1546–1596
- Boundary Conditions for Integrable Quantum Systems, J. Phys. A, Band 21, 1988, S. 2375
- Quantum inverse scattering method: selected topics, Preprint 1992